# José Prat Piera
José Prat Piera (Sarriá, 1898 - Manresa, 1987) fue un abogado, periodista y político tradicionalista español.

## Biografía
Estudió derecho en la Universidad de Barcelona. En 1924 se estableció en Manresa para ejercer de abogado. Durante veintitrés tres años presidió el Círculo Tradicionalista manresano. Como periodista fue redactor del semanario Seny y del diario Patria, ambos tradicionalistas. Fue presidente de la Asociación de la Prensa de Manresa y Comarca durante ocho años. Presidió la Liga de la Perseverancia. Además, fundó el Asociación de Chóferes y la Mutua de Propietarios de Fincas Rústicas. Durante todo el periodo de la República mantuvo una gran actividad política. Fue concejal en el Ayuntamiento de Manresa presidido por Francisco Marcet. A raíz de los hechos del seis de octubre de 1934 fue segundo teniente alcalde y concejal de Gobernación. En las elecciones de febrero de 1936, fue candidato a Cortes por el Frente Catalán de Orden. 
Huyó de Manresa a finales de 1937 incorporándose al Tercio de requetés Nuestra Señora de Montserrat, del que fue uno de los fundadores. Durante el franquismo se dedicó a su profesión de abogado. En 1961 fue nombrado jefe regional de la Comunión Tradicionalista en Cataluña por José María Valiente, que consideraba a Prat un hombre muy conciliador, capaz de suavizar las diferencias internas del carlismo catalán. Mantuvo este cargo hasta 1965, siendo destituido tras el ascenso de la camarilla de Carlos Hugo de Borbón Parma a la dirección de la Comunión Tradicionalista.
En 1962 participó como orador en un acto público en Barcelona, con la asistencia del capitán general Pablo Martín Alonso y del gobernador civil Matías Vega Guerra, en conmemoración de la sublevación del cuartel de San Andrés el 19 de julio de 1936, junto con José María Poblador, José María Gibernau y el sublevado más joven del cuartel, Felio A. Vilarrubias.